# 4 Wschodni Batalion Zapasowy
4 Wschodni Batalion Zapasowy (niem. Ost-Ersatz-Bataillon 4, ros. 4-й восточный запасной батальон) – oddział wojskowy Wehrmachtu złożony z Rosjan podczas II wojny światowej.
Batalion został sformowany w grudniu 1942 r. w obozie jenieckim (Dulag 130) w okupowanym Rosławiu z b. jeńców wojennych z Armii Czerwonej. Miał cztery kompanie. Był podporządkowany 4 Armii Grupy Armii "Środek". Jego zadaniem była ochrona obozu jenieckiego, a następnie szkolenie wojskowe rekrutów, którzy byli potem kierowani do różnych Ostbatalionów. Pod koniec 1943 r. batalion został rozformowany. Jego żołnierze przeszli do 1 Wschodniego Pułku Zapasowego "Środek".